# Denkmal zur Verfassung des 3. Mai

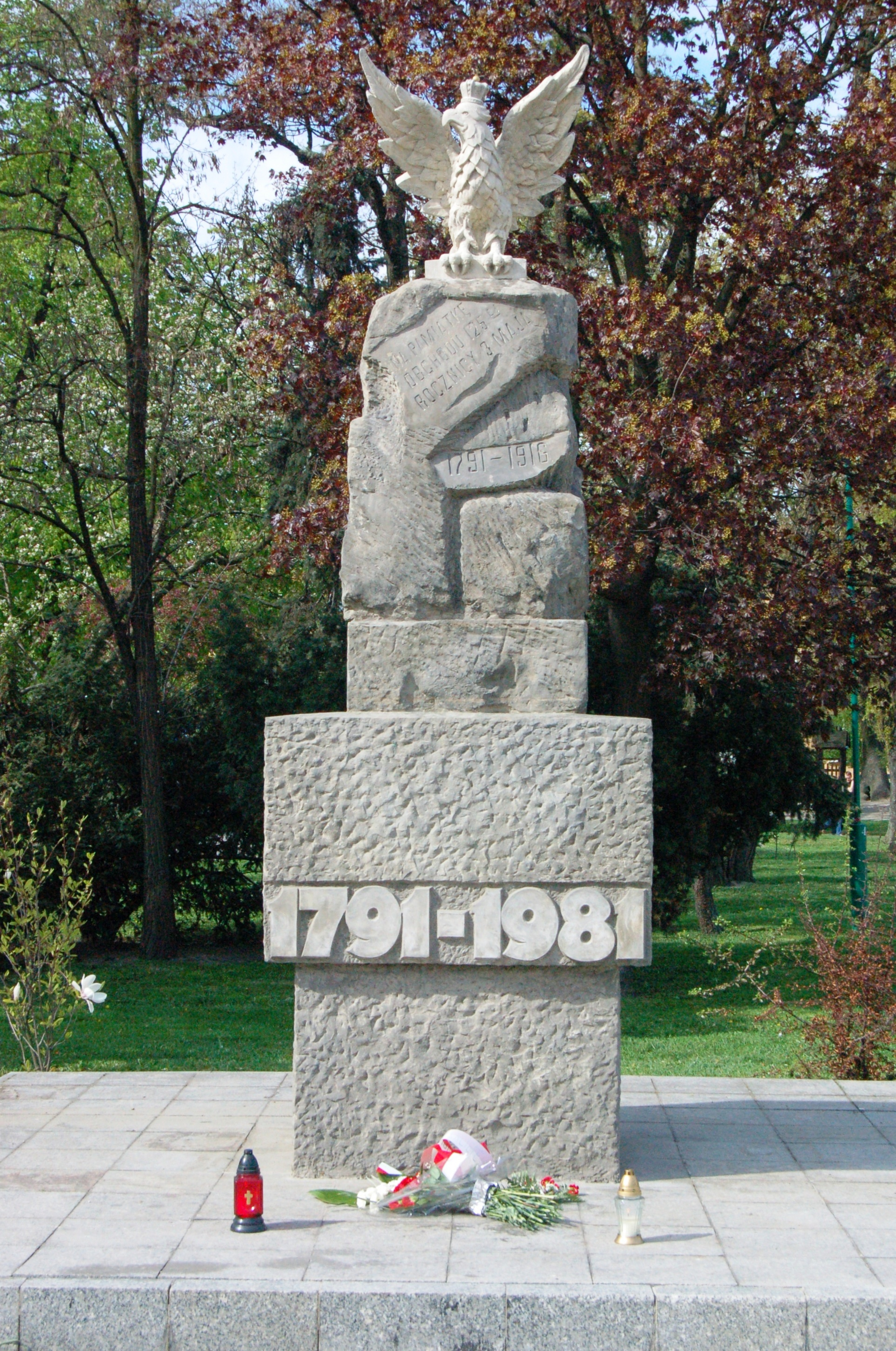
Denkmal zur Verfassung vom 3. Mai 1791

Das 1916 errichtete Denkmal zur Verfassung des 3. Mai auf dem Litauischen Platz in Lublin in Polen erinnert an die Verfassung vom 3. Mai 1791 von Polen-Litauen. Es trägt die Inschrift: NA PAMIĄTKĘ OBCHODÓW 125 ROCZNICY 3 MAJA 1791–1916 (Zum Gedenken an das 125. Jubiläum der Verfassung vom 3. Mai 1791–1916).
Nach dem Zweiten Weltkrieg wurde das Denkmal in den Hintergrund des Platzes versetzt und verschwand unter Büschen. Im Jahr 1981 wurde es restauriert und an den ursprünglichen Aufstellungsort zurückversetzt. Im Zuge der Restaurierung bekam es einen Sockel mit der Inschrift 1791–1981. Das Denkmal wird von einem steinernen Adler gekrönt der von Witold Marcewicz geschaffen wurde.